# Ciotka Zgryzotka
Ciotka Zgryzotka – powieść młodzieżowa napisana przez Małgorzatę Musierowicz. Wydana w 2018 jest 22. częścią Jeżycjady.
Kolejna część Jeżycjady – perypetii rodziny Borejków i ich przyjaciół znów rozgrywa się głównie pod Kostrzynem. Niektórzy bohaterowie (pokolenie wnuków Mili i Ignacego) pozostają w Poznaniu. Kolejne osoby zmieniają miejsce zamieszkania, lecz główna bohaterka tego tomu, Nora Górska, zostaje z rodzicami w wiejskim gospodarstwie. Książka odkrywa zmiany, jakie w życiu Nory zachodzą wraz z dojrzewaniem oraz pokazuje dalsze losy licznej rodziny, którą czekają dwa ważne wydarzenia: narodziny pierwszego dziecka Ignacego Grzegorza i Agnieszki oraz ślub Józefa i Doroty. Przybliża ponadto czytającym dzieci Patrycji-Pulpecji i wzajemne relacje pomiędzy członkami młodszego pokolenia rodziny. Akcja utworu obejmuje półtora miesiąca jesieni 2017 r.

## Główna bohaterka
Nora Górska - licealistka, która sieje wokół zniszczenie. Nora szuka swojej tożsamości wśród szalejących hormonów wieku dojrzewania. Tytułowa Ciotka Zgryzotka, choć początkowo wydaje się, że chodzi o Idę Pałys. Przeżywa pierwsze płomienne zauroczenie, choć nie przestaje przy tym myśleć racjonalnie i, trzeba przyznać, odpowiedzialnie. Przeżywa konflikt z ojcem - Florkiem. Autorka zdradza przyszłość Nory.

## Pozostali bohaterowie
Ida Pałys - nadal śle do rodziny liczne mejle - to nie zmieniło się od poprzedniego tomu cyklu. Denerwuje się zbliżającym się ślubem pierworodnej latorośli, relacjonuje postępy w remoncie swojego wymarzonego domu - Ruinki oraz wymienia wszystkie dostępne informacje ze swoimi trzema siostrami, nie tracąc przy tym humoru i energii.
Agnieszka Stryba - matka oczekująca pierwszego dziecka. Zdenerwowana, słaba, ale przy tym dość stanowcza. Z zapałem maluje w swojej pracowni przy Roosevelta 5, gdzie mieszka wraz z Ignacym G. Strybą. Jej kuchnia jest pełna słonecznych kolorów w różnorodnych odcieniach. 
Róża Schoppe - najstarsza córka Gabrieli. Wraca do Poznania, gdzie zjawia się akurat w odpowiednim momencie, by wspierać swoją bratową przed i po porodzie. Rodzina zgodnie zauważa, że Róża jest kopią swojej matki: łagodną i krzepiącą wszystkich dookoła, mimo przeciwności, które nawiedzają jej życie.